# أكشاي ياداف
أكشاي ياداف هو سياسي هندي، ولد في 25 أكتوبر 1986 في إيتاوا ‏ في الهند. نشط حزبياً في سماجوادي. في 2014 Indian general election in Firozabad Lok Sabha constituency ‏، انتخب عضو لوك سابها السادسة عشر ‏ عن دائرة Firozabad Lok Sabha constituency ‏ وقد انضم خلال فترته النيابية ‏ للكتلة البرلمانية سماجوادي.